# Affaire du Catalina
L'affaire du Catalina (suédois : Catalinaaffären) concerne en premier lieu la disparition mystérieuse le 13 juin 1952 d'un DC-3 de la Force aérienne suédoise et de ses huit membres d'équipage, lors d'une mission au-dessus de la mer Baltique. Au cours des recherches qui s'ensuivent, un hydravion suédois de type Catalina est abattu par des avions de chasse MiG-15 soviétiques, entrainant une crise diplomatique entre les deux pays. Les cinq membres d'équipage de l'hydravion sont toutefois récupérés par un navire marchand ouest-allemand et ont la vie sauve.
En 1991, Moscou reconnait officiellement avoir abattu le DC-3. En 2003, l'épave de l'appareil est localisée au fond de la mer Baltique, et il est renfloué au printemps 2004. À cette occasion, les dépouilles de quatre membres d'équipage sont retrouvées, mais le sort des quatre autres demeure à ce jour (2017) inconnu.

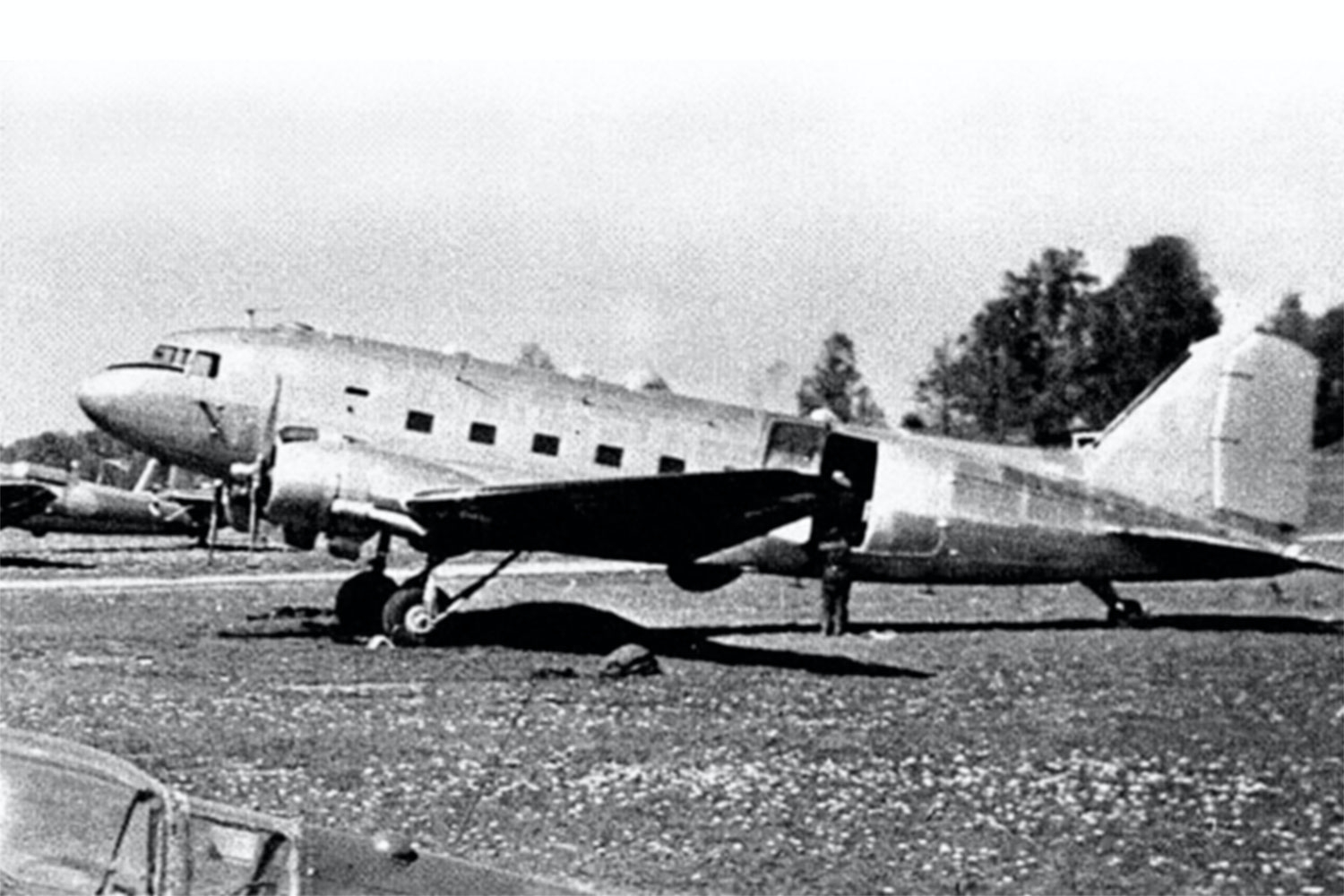
Le DC-3 Hugin sur la base de Barkarby près de Stockholm peu avant sa disparition.

## Contexte
Trois ans auparavant, la Suède a, en contradiction avec sa politique officielle de stricte neutralité, conclu un accord secret avec les États-Unis et le Royaume-Uni. Les données issues du renseignement d'origine électromagnétique (ROEM) suédois doivent être échangées contre du matériel américain. Deux avions de la Force aérienne suédoise, les DC-3 79001 Hugin et 79002 Munin (nommés en référence aux deux corbeaux messagers du dieu Odin), effectuent régulièrement des missions secrètes au-dessus de la mer Baltique, avec à leur bord du matériel de renseignement américain. La Suède effectue aussi des missions photographiques en direction de l'URSS. En 1948, un P-51 piloté par Fredrik Lambert-Meuller pénètre volontairement dans l'espace aérien soviétique. L'avion est équipé d'un appareil photographique prêté par l'United States Air Force. D'autres missions ont lieu en 1949, cette fois-ci à l'aide d'un Spitfire piloté par Ingemar Wängström.
L'objectif de ces missions est de façon générale de se renseigner sur la défense aérienne soviétique, et plus précisément d'évaluer sa capacité à combattre les bombardiers américains B-47 porteurs de bombes nucléaires.
En 1951, la Suède reconnait avoir par deux fois violé l'espace aérien soviétique. À une occasion, un avion suédois s'est notamment approché à seulement 2,5 milles marins de la côte balte, et le gouvernement suédois est contraint de présenter ses excuses par voie diplomatique. Pendant l'année 1952, la tension s'accroit avec la multiplication des incidents impliquant des avions de l'OTAN pénétrant l'espace aérien soviétique, et l'augmentation du nombre des missions suédoises. La presse soviétique commence à reprocher à la Suède d'effectuer des missions pour le compte de l'OTAN, et n'hésite pas à rappeler le sort réservé aux membres d'équipage de l'avion américain abattu au-dessus de la Baltique en 1950.

## Disparition du DC-3

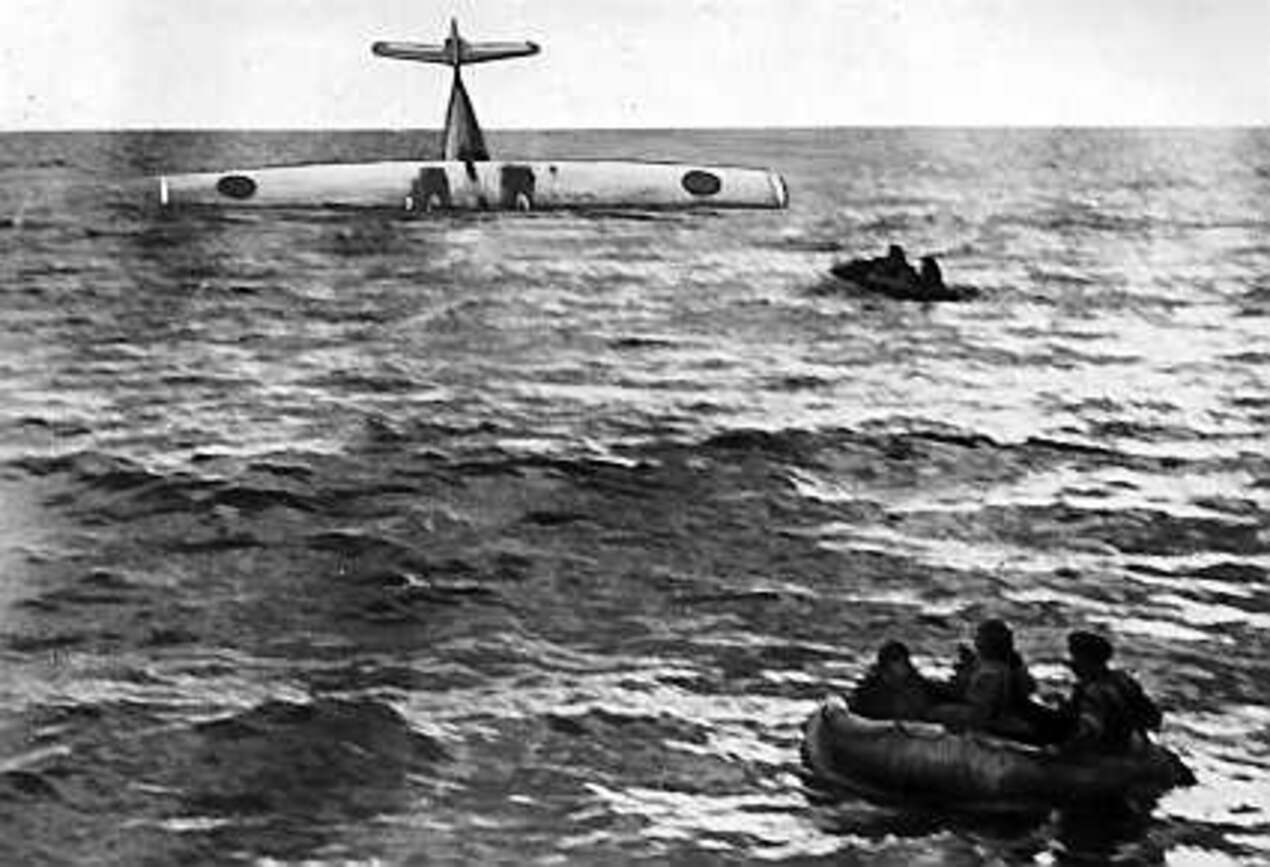
L'hydravion Catalina peu après son amerrissage d'urgence.

Dans la matinée du 13 juin 1952, au beau milieu d'une période très tendue de la guerre froide, le DC-3 Hugin de la Force aérienne suédoise disparait sans laisser de traces autres qu'un canot de sauvetage criblé de projectiles. L'appareil était de retour vers l'aéroport de Bromma, après avoir effectué une mission de ROEM. À 11 h 08, le navigateur Gösta Blad signale pour la dernière fois la position de l'appareil. À 11 h 23, un radiotélégraphiste de la base aérienne de Hägernäs (située à Täby dans la banlieue de Stockholm) intercepte un appel en provenance du DC-3, qui toutefois s'interrompt rapidement. C'est le dernier signe de vie de l'équipage suédois. La position de l'appareil au-dessus de la Baltique au moment de sa disparition est incertaine. L'URSS dément toute implication dans l'incident. Dans les premiers communiqués de presse concernant la disparition du DC-3, la possibilité que l'appareil ait été abattu n'est pas évoquée, de façon entre autres à cacher le fait qu'il revenait d'une mission de ROEM. Les représentants de la force aérienne et du gouvernement suédois affirment au contraire que l'appareil effectuait une innocente mission de navigation à but pédagogique. La presse suédoise affiche une ligne violemment antisoviétique.
Trois jours plus tard, deux hydravions de la Force aérienne suédoise de type Catalina prennent part à une mission de recherche pour localiser le DC-3. L'un d'eux est pris pour cible par des avions de chasse soviétiques et est contraint à un amerrissage d'urgence près d'un navire marchand ouest-allemand, le Münsterland. Les cinq membres d'équipage de l'hydravion peuvent ainsi être secourus.

## Équipage du DC-3

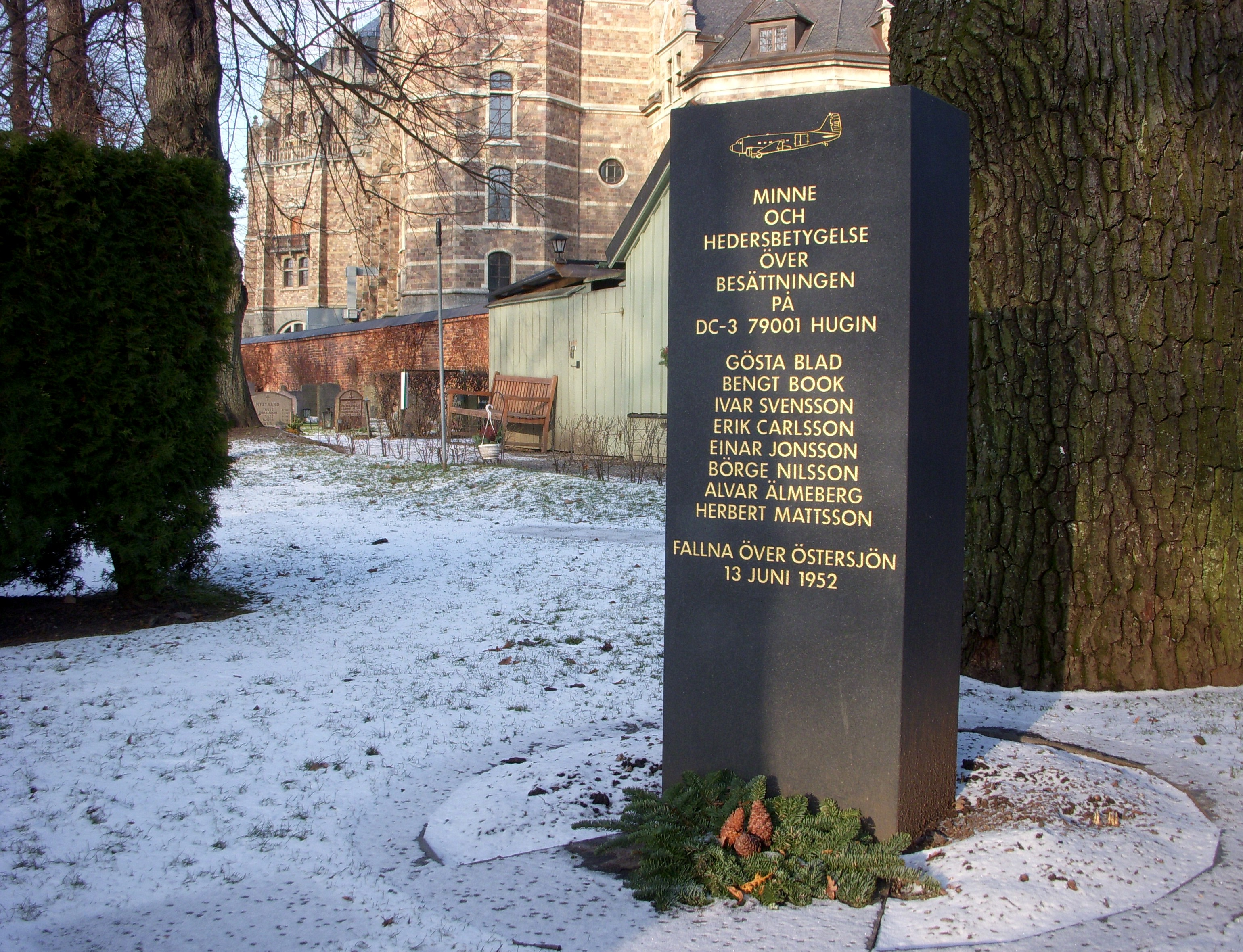
Le monument érigé en hommage aux huit membres d'équipage dans le cimetière de Galärvarvet à Djurgården dans le centre de Stockholm. On peut y lire « En souvenir et en l'honneur de l'équipage du DC-3 79001 Hugin tombé au-dessus de la Baltique le 13 juin 1952 ».

L'équipage du DC-3 disparu était composé de huit hommes, donc cinq appartenaient à l'institut radio de la défense (FRA), et trois à la Force aérienne suédoise. Tous sauf un étaient originaires de Stockholm :
- Alvar Älmeberg - pilote ;
- Gösta Blad - navigateur et radiotélégraphiste ;
- Herbert Mattson - mécanicien de vol ;
- Carl-Einar Jonsson - chef de groupe (FRA) ;
- Ivar Svensson – télégraphiste (FRA) ;
- Erik Carlsson - télégraphiste et interprète (FRA) ;
- Bengt Book - télégraphiste (FRA) ;
- Börje Nilsson - télégraphiste (FRA), originaire de Malmö.

## Suites diplomatiques et politiques
L'Union soviétique dément tout lien avec la disparition du DC-3, bien que les militaires suédois retrouvent quelques jours plus tard un canot de sauvetage appartenant à l'avion, sur lequel sont relevées des traces de projectiles provenant d'un MiG-15 soviétique. En 1956, lors d'une rencontre entre le Premier ministre suédois Tage Erlander et le leader soviétique Nikita Khrouchtchev, celui-ci reconnait que c'est un avion de chasse soviétique qui a abattu le DC-3. Cette information n'est toutefois pas rendue publique, ou même communiquée aux proches des huit membres d'équipage, qui sont maintenus dans l'incertitude complète sur le sort des disparus. Ce n'est qu'en 1991 que la Russie reconnait officiellement que le DC-3 a été abattu par un chasseur soviétique de type MiG-15. Le communiqué russe, approuvé par le président Boris Eltsine, indique que le DC-3 n'a pas pénétré dans l'espace aérien soviétique. Par contre, l'appareil s'était approché d'un croiseur de la marine soviétique de la classe Sverdlov tout récemment mis à flot, vraisemblablement pour le prendre en photo et pour essayer d'en mesurer la portée radar. Ceci ressort d'un document confidentiel émanant du FRA retrouvé aux archives nationales suédoises.

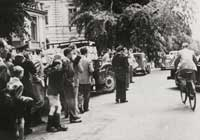
Des manifestants devant l'ambassade soviétique à Stockholm dans l'après-midi du 16 juin 1952, un peu après que l'affaire du Catalina a été rendue publique.

Selon les chefs de département du FRA Nils Johansson et Carl-Axel Ekberg, du matériel de ROEM américain de type APR-9 aurait pu se trouver à bord du DC-3, et en tous les cas la Suède disposait de ce type de matériel à l'époque des faits. Ceci est confirmé par Per-Olof Lundbom, du FOA, lors de l'enquête sur l'accident qui a lieu en 2005. Pendant son audition, Lundbom affirme que l'APR-9 avait été prêté par le GCHQ britannique. Le matériel en question n'a toutefois pas été retrouvé dans l'épave. L'attaque des chasseurs soviétiques a probablement été motivée d'une part par le fait que le DC-3 effectuait une mission de ROEM pour le compte du GCHQ et de la NSA, et d'autre part parce qu'il constituait une menace militaire directe pour le croiseur de la classe Sverdlov. En d'autres termes, les Suédois ont payé pour s'être approchés de trop près du bâtiment soviétique avec leur appareil photographique et leur matériel de ROEM.
La perte des deux appareils conduit la Suède à mettre en place la vigilance-incident (suédois : incidentberedskapen), un contrôle permanent de son espace aérien et de son voisinage immédiat.
Il est supposé que Stig Wennerström, un attaché militaire suédois aux États-Unis espionnant pour l'URSS, ait donné des informations sur cette mission.

## Localisation et renflouement
En 1998, le plongeur et ancien pilote de la Force aérienne suédoise Anders Jallai commence à s'intéresser à l'affaire du DC-3 disparu. Il recherche dans les archives de nouvelles pistes, et rencontre les principaux acteurs de l'affaire, dans l'optique d'effectuer si possible une dernière tentative pour retrouver l'épave. Au bout de deux ans, au printemps 2000, il se lance, avec son partenaire Björn Blomberg, dans une collaboration avec les deux entreprises Deep Sea Productions de Carl Douglas et Marin Mätteknik de Ola Oskarsson. L'objectif est de partir à la recherche du DC-3. Le projet est dirigé par Anders Jallai lui-même, et coordonné par Carl Douglas. Ola Oskarsson est chargé des recherches sous-marines. L'entreprise de Carl Douglas, Deep Sea Productions, finance le projet, et réalise un documentaire.
Le 10 juin 2003, après trois ans de recherches, le DC-3 est repéré à une profondeur de 125 mètres, à 55 km à l'est de l'ile de Fårö, dans la zone économique exclusive suédoise. Plus tard dans l'été, ils retrouvent aussi le Catalina, 22 km à l'est du lieu supposé de son amerrissage d'urgence.

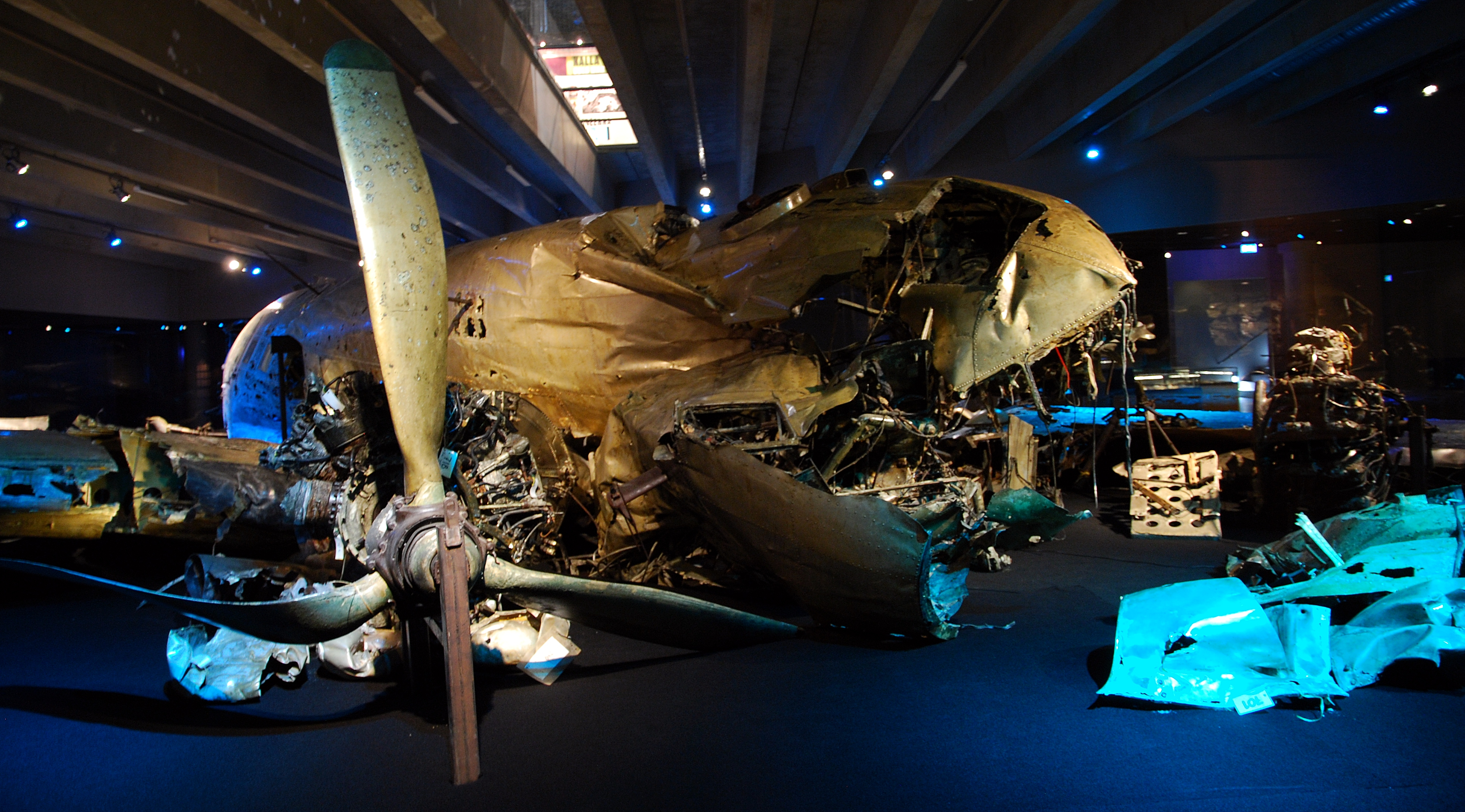
Le DC-3 exposé au musée de la force aérienne de Malmslätt.

Dès l'automne 2003, la marine suédoise parvient à remonter à la surface les ailes du DC-3, mais en raison du mauvais état de l'épave et des conditions météorologiques difficiles sur la Baltique, le renflouement du fuselage est retardé. C'est seulement dans la nuit du 18 au 19 mars 2004 que le reste de l'épave est remonté à bord du navire de secours sous-marin HMS Belos, en présence de la presse, de l'équipe de recherche et des proches. La dépouille du pilote Alvar Älmeberg ayant été retrouvée peu avant, on espère retrouver la trace des sept autres membres d'équipage. Lors des recherches qui font suite au renflouement de l'appareil, les corps de trois autres membres d'équipage sont retrouvés.
L'appareil est transporté vers la base navale de Muskö. Le fuselage et les ailes portent les traces des tirs soviétiques, indiquant que le DC-3 a été abattu par un avion de chasse de type MiG-15. L'heure de sa chute peut être déterminée avec précision, l'horloge du cockpit s'étant arrêtée à 11 h 28 min 40 s.
Le dimanche 13 juin 2004, 52 ans jour pour jour après la disparition du DC-3, une cérémonie du souvenir est organisée à la base navale de Berga près de Stockholm. Sont présents notamment le commandant en chef des forces armées, la ministre de la Défense Leni Björklund, l'équipe de recherche et les proches des membres d'équipage. Lors de la cérémonie, les membres de l'équipage sont décorés à titre posthume.
Depuis le 13 mai 2009, le DC-3 est exposé au musée de la force aérienne de Malmslätt près de Linköping.

## Sort des membres d'équipage disparus
Le sort des quatre membres d'équipage (Svensson, Carlsson, Book et Nilsson) dont les corps n'ont pas été retrouvés dans l'épave ou à proximité reste inconnu. Des théories font état de leur possible capture par un torpilleur soviétique, ils auraient ensuite été amenés à Tallin pour être déférés aux autorités soviétiques. Dans les années 1980, l'une des veuves des quatre hommes reçoit une carte postale en provenance de Léningrad, qu'elle pense avoir été envoyée par son mari. Des prisonniers du Goulag témoignent d'avoir vu quatre Suédois dans des camps de travail soviétiques, mais ces informations sont incertaines. Ce qui est acquis aujourd'hui est que des navires soviétiques se trouvaient dans la zone et furent sans doute les premiers sur les lieux de la chute du DC-3, et ceci d'après les conclusions de la commission d'enquête suédoise.
Selon une théorie, le télégraphiste et interprète russophone Erik Carlsson était un espion à la solde du KGB. Ceci a été partiellement confirmé par des documents de la Säpo, selon lesquels Carlsson est soupçonné d'être communiste, et d'être un espion à la solde de l'URSS. Après que le DC-3 a été touché par le feu soviétique, le pilote russe affirme avoir vu un homme sauter en parachute. Les soupçons d'espionnage à l'encontre de Carlsson n'ont jamais été levés.